# Salix baladehensis
Salix baladehensis är en videväxtart som beskrevs av Maassoumi, Moeeni och Rahimin.. Salix baladehensis ingår i släktet viden, och familjen videväxter. Inga underarter finns listade i Catalogue of Life.